# 志賀高原農業協同組合
志賀高原農業協同組合（しがこうげんのうぎょうきょうどうくみあい）は、長野県山ノ内町を事業地域としていた農業協同組合。通称JA志賀高原。
2016年（平成28年）に、ながの農業協同組合と合併して消滅した。

## 当時の組合員数
- 3,976人（平成25年2月28日現在）

## 廃止時点の所管区域
- 下高井郡 山ノ内町

## 沿革
- 1995年（平成7年）9月1日 - 山ノ内町農協・山ノ内町平穏農協が合併して発足。
- 2016年（平成28年）9月1日 - ながの農協、須高農協、志賀高原農協、北信州みゆき農協、ちくま農協が合併し、ながの農業協同組合が発足。

## 主な産物
りんご・ぶどう・もも・えのき・ぶなしめじなど、果実からきのこ類まで幅広い。